# Pythia scarabaeus
Pythia scarabaeus is een slakkensoort uit de familie Ellobiidae. De wetenschappelijke naam werd gepubliceerd in 1758 door Carl Linnaeus in de tiende editie van Systema naturae.